# Chalcatzingo
Chalcatzingo és un jaciment arqueològic localitzat a la vall de Morelos, a l'estat mexicà de Morelos. Chalcatzingo tingué l'apogeu durant el període preclàssic mitjà tardà de la cronologia mesoamericana. El lloc és molt conegut per l'important patrimoni d'art monumental i iconografia d'estil olmeca. Situat a la banda meridional de les terres altes del centre mexicà, s'estima que l'assentament fou fundat al voltant del segle xv ae. Al voltant del segle ix ae, els pobladors començaren a produir obres artístiques i arquitectòniques en què es pot percebre una important influència de la cultura olmeca. En l'època de florida, entre els s. VII i V ae, la població de Chalcatzingo oscil·lava entre cinc-centes i mil persones. Després del segle v ae, l'assentament va decaure.
El centre cerimonial de Chalcatzingo abasta una superfície de 40 ha. S'edificà en una fèrtil planícia al peu de dues prominències orogràfiques: el turó de Chalcatzingo i el de Delgado. El primer turó ha estat un espai ritual de primera importància per als antics habitants de la regió. El clima a la vall de Morelos és una mica més humit que a la resta de les terres altes del centre de Mèxic. Una deu al vessant dels turons proveïa d'aigua als habitants de Chalcatzingo.
Chalcatzingo ocupava era un important nus de les rutes comercials que connectaven Guerrero, la vall de Mèxic i les terres baixes al golf de Mèxic. Aquest centre cerimonial és un dels més importants amb restes d'estil olmeca fora de l'àrea nuclear, juntament amb Teopantecuanitlán i les coves de Juxtlahuaca i Oxtotitlán.
Després de les primeres exploracions arqueològiques practicades al jaciment al 1934 per l'arqueòloga Eulalia Guzmán, el 1972 va sorgir el Projecte Chalcatzingo, una proposta conjunta de la Universitat d'Illinois i l'Institut Nacional d'Antropologia i Història (INAH), dirigit pels arqueòlegs David Grove, Raúl Arana i Jorge Angulo, que van fer treballs en diferents sectors de l'indret: van descobrir diferents monuments de pedra, que en alguns casos es poden considerar com esteles o part d'altars. Després de quatre anys de recerca, els resultats es van publicar en el llibre Ancient Chalcatzingo, en què Angulo i Grove van descriure els monuments coneguts fins a aquest moment, i els atorguen una numeració segons l'ordre en què van ser trobats.

## Descripció
La zona arqueològica es va descobrir al 1934 després d'una tromba. Després, estudis realitzats al jaciment revelaren que la Zona Arqueològica Chalcatzingo existia des de tres mil anys ae fins als nostres dies.
Chalcatzingo es troba entre els turons Delgado i Chalcatzingo, al municipi de Jantetelco. Tot i que hi ha proves d'ocupació humana des del segle xiv ae, des del segle vii ae seria un dels principals centres cerimonials del preclàssic a l'altiplà Central mexicà. Es creu que el llogaret es fundà al segle xv ae; l'època d'esplendor duraria fins al segle vii ae, durant el període preclàssic mitjà i tardà de la cronologia mesoamericana. La florida de Chalcatzingo ocorregué en el moment en què La Venta, Tabasco, també experimentava la seua època d'apogeu, i és segur que hi hagué relació entre totes dues poblacions pels testimoniatges artístics d'estil olmeca que s'han localitzat als voltants de Chalcatzingo.

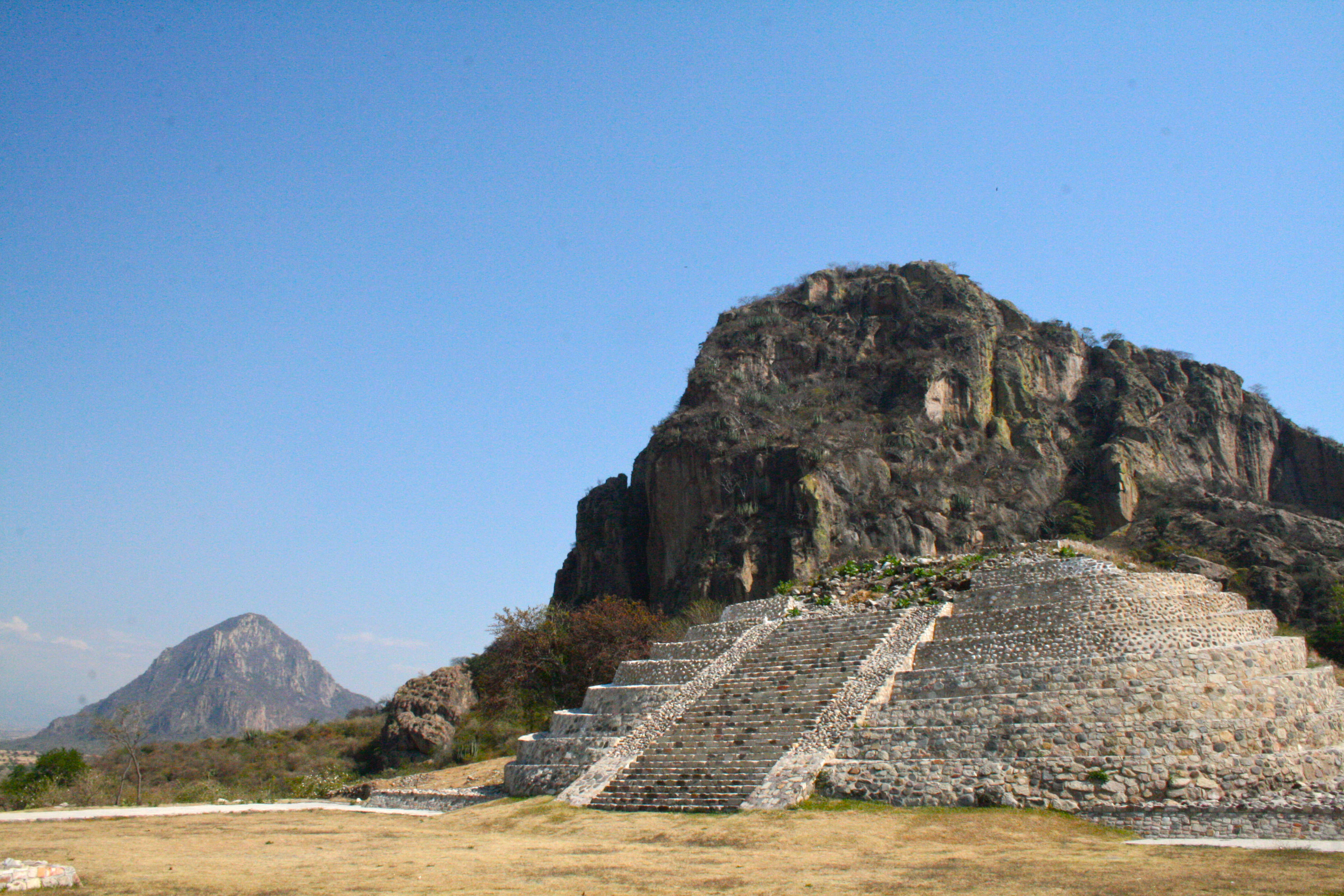
Piràmide de Chalcatzingo, restaurada fa uns anys

Malgrat les dades que es puguen oferir sobre aquesta zona arqueològica, comparable en antiguitat amb algunes altres civilitzacions de gran esplendor, es troba prou abandonada, sense promoció.
La zona arqueològica comprén una plaça central, denominada Terrassa 1, en què s'ubicaven les residències dels membres de l'elit governant. Un altre conjunt arquitectònic de Chalcatzingo és la Terrassa 25, que inclou un pati enfonsat semblant al de Teopantecuanitlán. Al centre del pati es troba un altar amb reminiscències d'alguns de trobats a La Venta i San Lorenzo, a l'àrea nuclear.
L'Estructura 4 és la construcció més gran de Chalcatzingo. És de planta quasi quadrada, de 70 m per costat. A la rodalia d'aquest edifici s'han descobert enterraments de personatges d'alt estatus, amb ornaments de jade i espills de magnetita. La major part de les tombes són sota els pisos de les cases, totes amb elements que permeten conéixer la diversitat i jerarquies en la societat preclàssica de Chalcatzingo.
La quantitat de monuments del període formatiu mitjà trobats a Chalcatzingo es veu superada només pels centres olmeques de San Lorenzo i La Venta. Fins i tot podria sorprendre als maistes saber que entre els monuments de Chalcatzingo hi ha el primer exemple de tota Mesoamèrica d'una estela associada a un altar redó.
Chalcatzingo és important per la gran quantitat de petròglifs i relleus que conté. Fins a 2005 es coneixien 37 petròglifs procedents d'aquesta regió, trobats a la zona habitacional i als turons. S'han fet croquis dels gravats de Chalcatzingo, encara que alguns dels petròglifs estan deteriorats per la realització de motles que desgasten el treball sobre la roca.
Es discuteix la naturalesa de la relació entre els establiments olmeques de la zona nuclear i uns altres que, com Chalcatzingo, es trobaven a centenars de quilòmetres de distància de les principals ciutats de la costa del Golf durant el preclàssic mitjà. Alguns autors opinen que la difusió de l'estil olmeca en regions com Guerrero i el centre de Mèxic es degué a una expansió política de les ciutats olmeques; altres suposen que l'estil olmeca fou una conseqüència de les xarxes que s'establiren entre els pobles del preclàssic mitjà al llarg de tota Mesoamérica. Tot i que a Guerrero i Morelos l'empremta olmeca és més visible —com demostren Teopantecuanitlán i Chalcatzingo—, també s'han trobat peces arqueològiques d'estil olmeca en llocs com les Valls Centrals d'Oaxaca, Takalik Abaj (Guatemala), platja de Los Muertos i Olancho (Hondures), Chalchuapa i Las Victorias (El Salvador). Per a Kent Flannery, la difusió de l'estil olmeca es deu al seu ús com a símbol de prestigi entre els grups d'elit de les regions on aparegué, que estaven interconnectades per xarxes polítiques, comercials i de parentiu que es van anar teixint en el marc de la vida urbana de Mesoamèrica.
Qualsevol que haja sigut la relació entre l'àrea nuclear olmeca i Chalcatzingo, aquesta zona arqueològica concentra una important quantitat de testimonis sobre les creences religioses dels pobles mesoamericans del preclàssic mitjà. Per la importància d'aquests vestigis, fou declarada Zona de Petròglifs Arqueològics pel govern de Mèxic el 2002, de manera que es troba sota vigilància de l'Institut Nacional d'Antropologia i Història de Mèxic.

## Petròglifs de Chalcatzingo

Dibuix del petròglif 1 de Chalcatzingo, també conegut com El rei o El portador de l'aigua

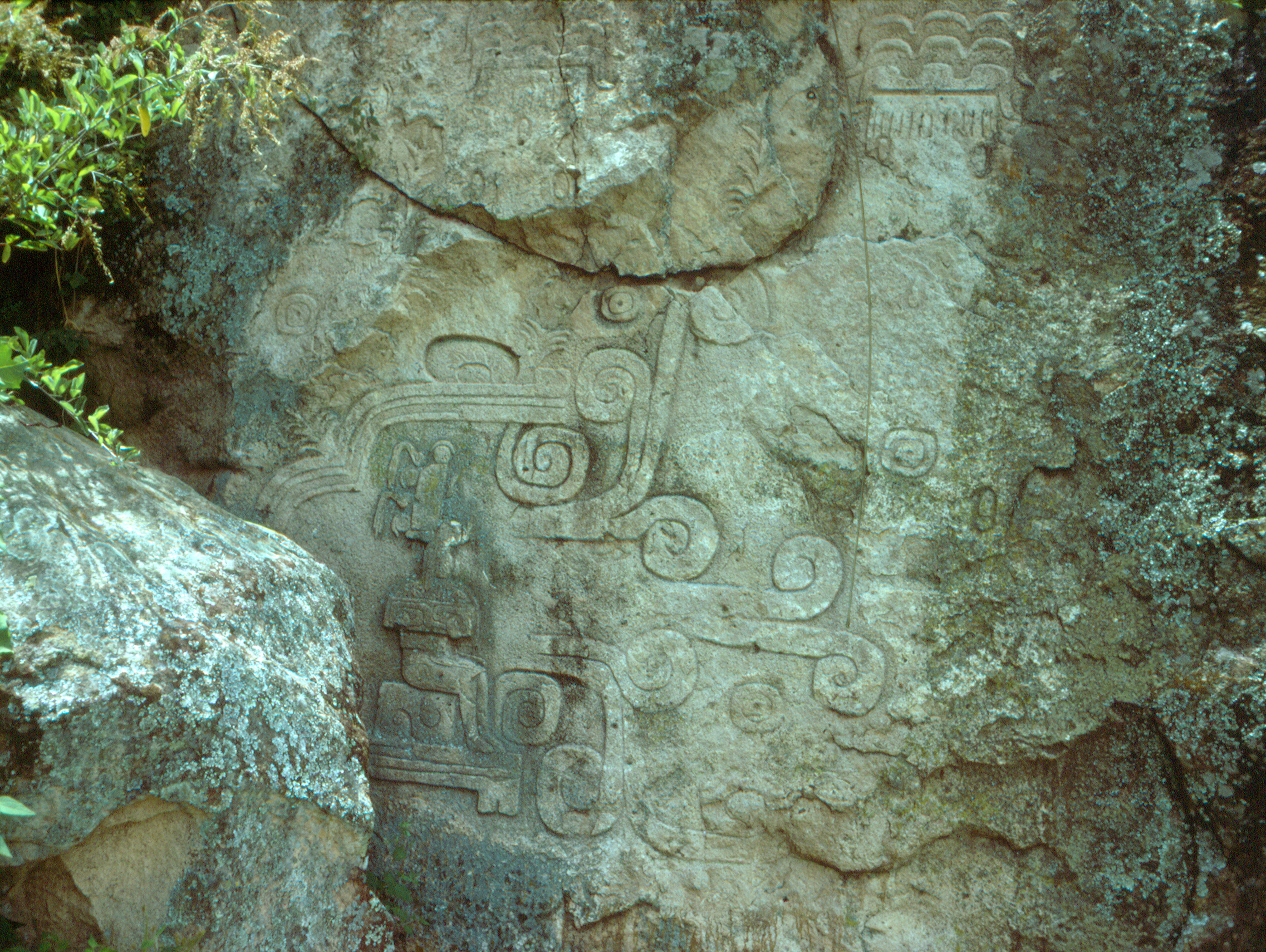
Baix relleu I

Els dos promontoris que custodien Chalcatzingo semblen una muntanya badada, que, d'acord amb algunes interpretacions de la iconografia olmeca, és l'entrada al món dels morts. Igualment, la muntanya clivellada és un símbol que apareix en altres mitologies mesoamericanes posteriors, com el lloc d'on brolla la dacsa. Diversos petròglifs de Chalcatzingo s'han localitzat als voltants dels turons, la qual cosa mostra el paper simbòlic que aquests tenien com a objecte de culte d'aquest emplaçament.
A la part plana es troben diverses esteles amb il·lustracions. La majoria dels relleus (se'n coneixen 34) se situen en superfícies de roca quasi vertical al peu de la muntanya. Més tard foren parcialment coberts o moguts. Un altre grup de talles de roca es troba al nord de la primera i es feren a la superfície de grans pedres. És interessant la representació de persones amb elements olmeques, probablement governants locals.

### Petròglif 1
És el Grup de l'Aigua Dansant. El primer grup de relleus es trobà als vessants del turó de Chalcatzingo. Tots tenen en comú el tema de la fertilitat i la pluja. Per això Kent Reilly l'anomenà Grup de l'Aigua Dansant. Inclou el més conegut dels relleus de Chalcatzingo, anomenat El rei, que és un gravat de grandària natural en què s'observa un home segut dins d'una cova. El punt de vista de l'escena és lateral, de manera que la caverna és representada més aviat per un tall transversal que, a més, és la representació de la gargamella d'un jaguar. L'entrada és enfront del personatge sedent, a la dreta de la imatge. N'ixen volutes (potser indicant que l'home està parlant o fent al·lusió al vent). Sobre la caverna hi ha representats uns objectes estilitzats que semblen núvols, i en cauen gotes.
Una altra interpretació mostra una figura molt senzilla (també es veuen algunes plantes damunt la cova), flueixen grans volutes d'aire cap al centre. A la cova, una persona amb gran tocat se situa en un tron de pedra. Sosté un objecte quadrat amb volutes amb totes dues mans enfront del pit. Aquesta actitud és freqüet en representacions olmeques. L'escena té damunt tres objectes que representen probablement núvols. En qualsevol cas, moltes gotes en cauen. El tema de gotes de pluja es repeteix en altres relleus.

### El segon grup
El segon grup de petròglifs de Chalcatzingo conté baixos relleus tallats en la roca al peu de la muntanya. És un conjunt més gran que el de l'Aigua Dansant (excepte El rei o Portador de l'aigua). Les imatges bàsicament representen criatures fantàstiques, entre les quals predominen figures humanes delineades.

### Petròglif 2

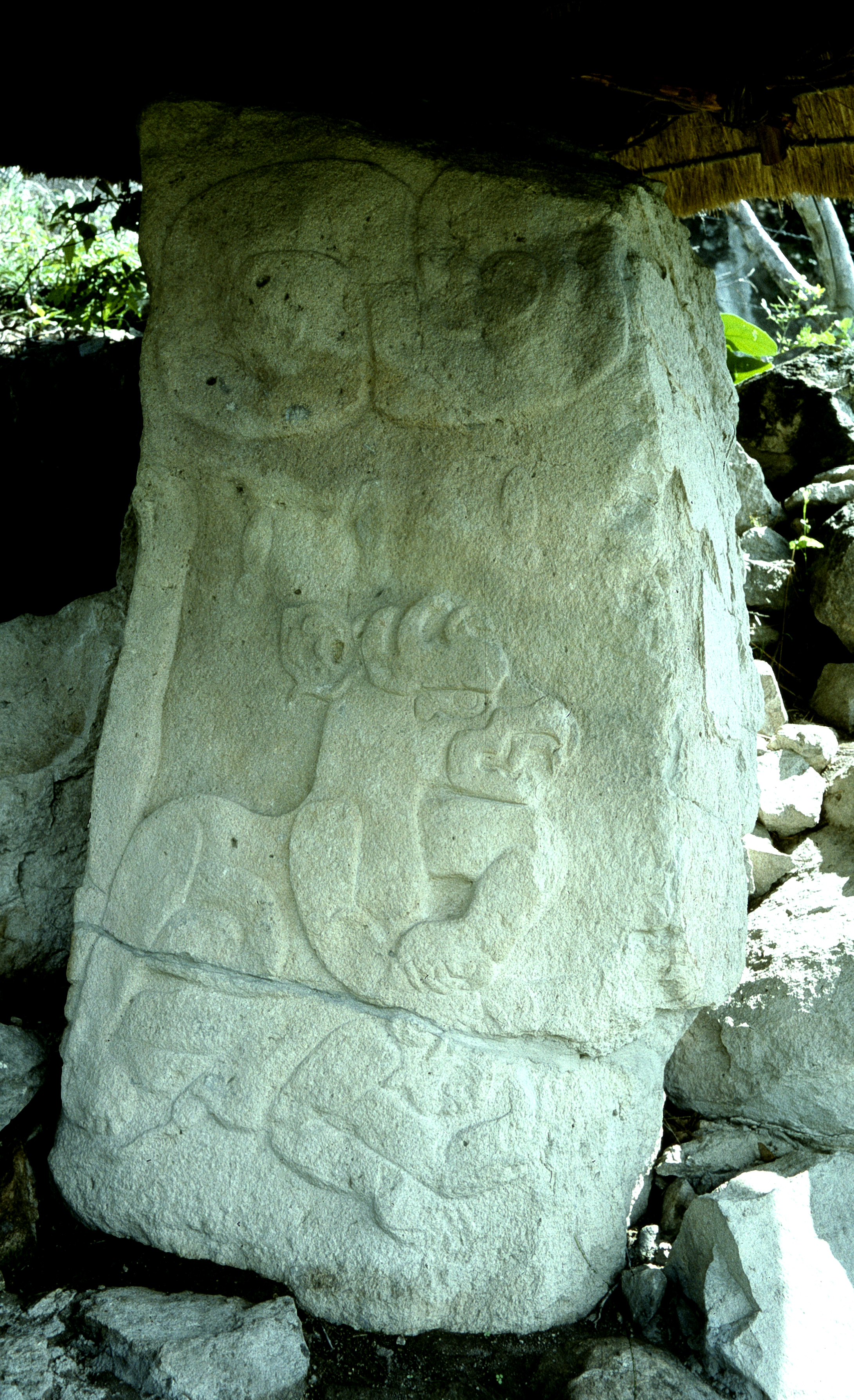
Estela 2: Jaguar amb figura humana

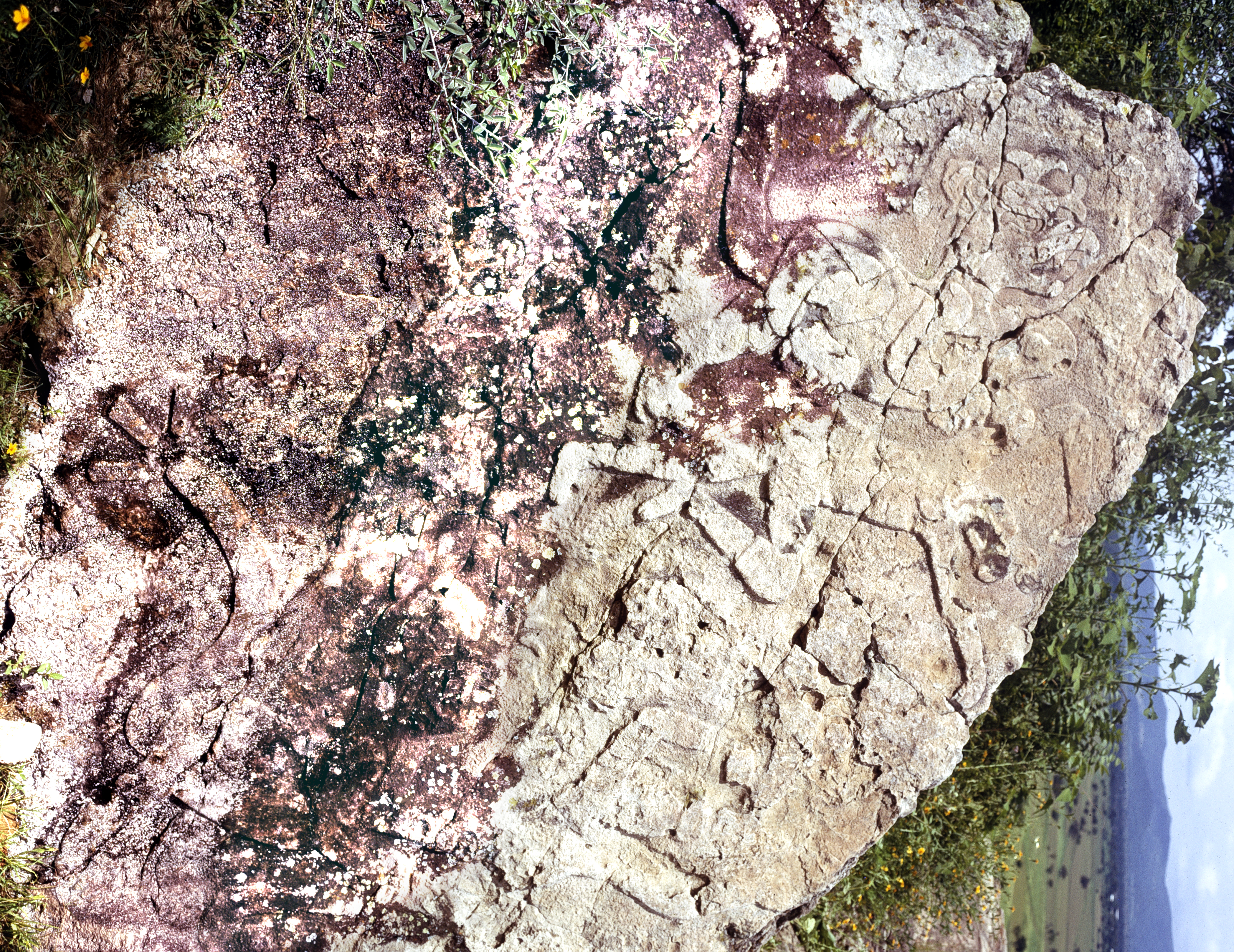
Relleu II (girat 90°)

Es troba a l'oest d'aquest conjunt de gravats. Representa quatre éssers humans. Tres se'n troben dempeus, i el quart és en posició sedent a terra. Tots ells porten màscares, tot i que el que es troba assegut, a la dreta dels altres, porta la màscara al clatell. Els tres personatges que es troben dempeus porten llances o matxets. El pentinat d'un d'ells es pareix molt als ornaments dels jaguars del Petròglif 4, per tant totes dues escenes es troben relacionades.
Es tracta d'una roca molt erosionada: és una escena amb dos jaguars atacant dues persones. Els jaguars tenen un tocat al cap. Per sota de la part superior (la figura girada) aparentment hi ha persona indefensa amb els braços estirats. El jaguar inferior és difícil de veure, la punta de la cua sembla separada i sagnant.

### Petròglif 3
Representa un fèlid prop d'una planta amb forma de cactus, que no ha estat identificada. Probablement hi ha una figura humana relacionada amb el conjunt, tot i que no s'ha pogut definir encara per la deterioració del relleu.

### Petròglif 4
Representa dos felins que ataquen a dos éssers humans. Les figures humanes estan al davant i a curta distància dels fèlids, la qual cosa indica que deuen ser les seues preses. Els felins tenen els ullals esmolats i les arpes apunten als dos éssers humans. Apareixen ornamentats amb alguns elements; entre els ulls tenen una figura en forma d'ics, la qual cosa suggereix que es tracta d'una imatge relacionada amb el culte al sol.

### Petròglif 5
Representa la figura d'un rèptil, que deu ser la serp emplomallada de la mitologia mesoamericana. Aquesta criatura està devorant o esquarterant un ésser humà i té un llarg musell i grans ullals. Unes marques triangulars que es dirigeixen cap a la cua semblen ales.

### Petròglif 6

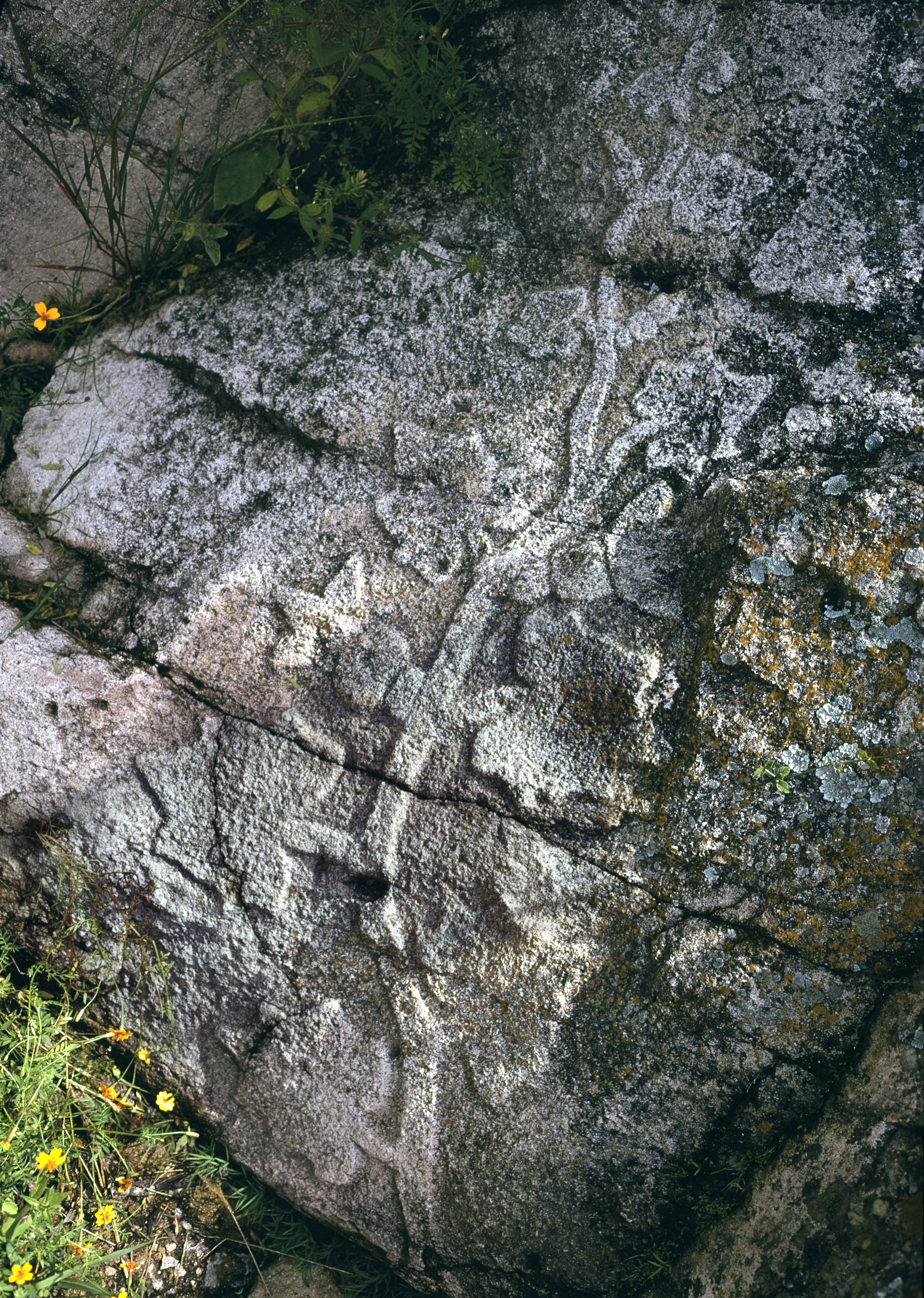
Baix relleu VI

Simbolitza plantes exuberants, per la representació molt realista de la branca de la carabassa.

### Petròglif 7

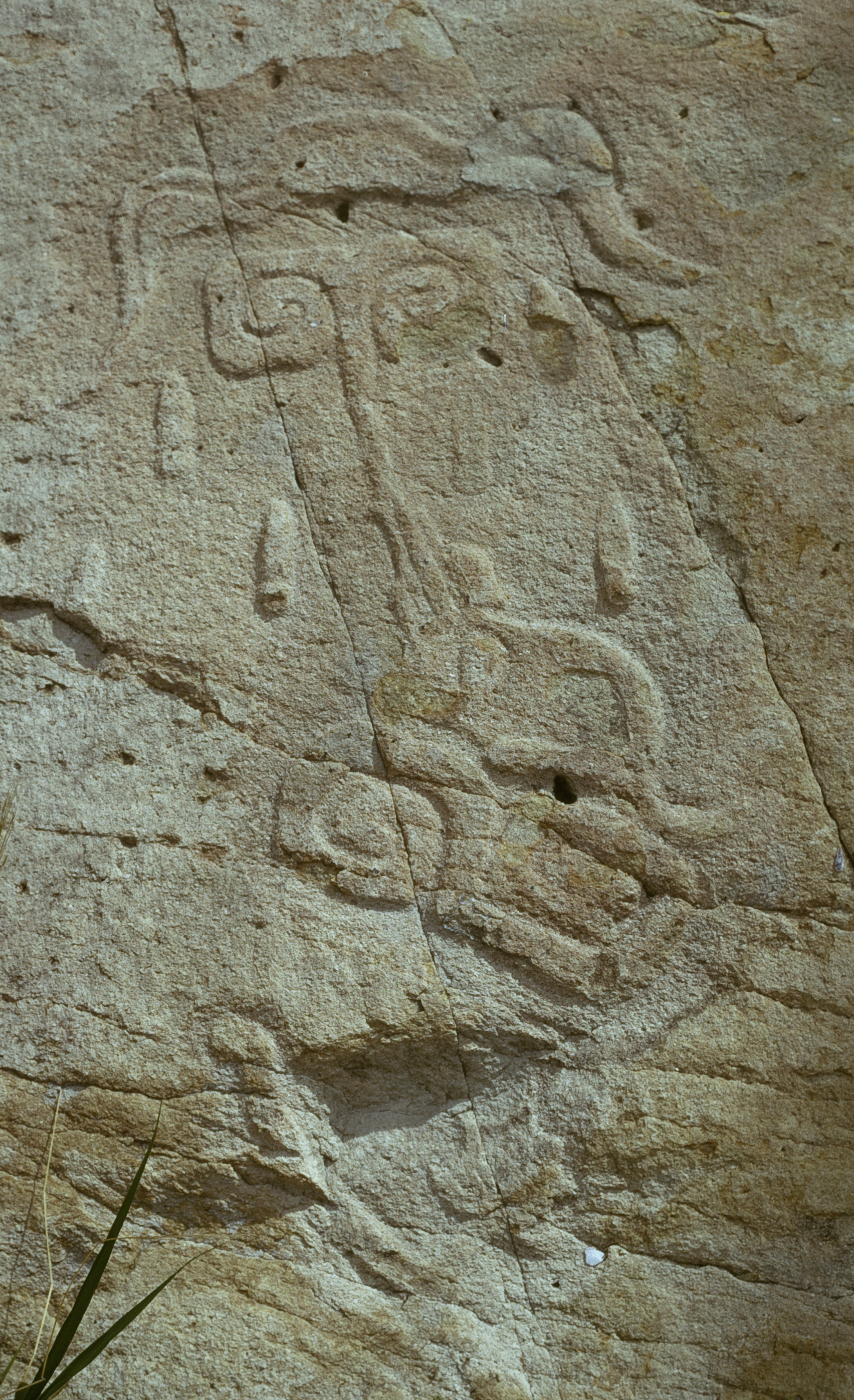
Baix relleu VII

En aquest gravat hi ha un núvol de gotes de pluja. Fins ara, no s'ha arribat a una interpretació convincent d'aquesta representació.

### Petròglif 9
És una escultura que sembla representar la cova mitològica a la qual fa referència el petròglif 1, tot i que vista des d'una perspectiva frontal. L'escultura és aplanada i té un gran forat al centre que correspon a l'entrada de la caverna. Sobre el forat es troben els ulls de la criatura, de manera semblant a com estan representats en el Petròglif 1.

### Petròglif 13
N'és el sisé del conjunt. Se situa prou més a baix que la resta de les imatges. Representa un ésser sobrenatural antropomorf, tocat d'acord amb l'estil iconogràfic dels olmeques. Com El portador de l'aigua, aquest personatge es troba assegut dins la gargamella d'una criatura sobrenatural..

### Petròglif 21
També conegut com l'Estela de la reina, és la més antiga representació d'una dona en l'art monumental de Mesoamèrica. És la imatge d'una dona abillada amb pozahuanco, sandàlies i el cap cobert amb un mantell. Duu un embalum adornat amb bandes. La imatge ha estat interpretada com una representació del dot matrimonial.

### Petròglif 31
Representa un fèlid sobre una persona; segurament aquest animal està atacant-la. L'estil és prou hieràtic en comparança amb el moviment del Petròglif 4. Tres gotes de pluja, representades de la mateixa manera que en el baix relleu del Rei, cauen des de la part superior de la imatge, la qual cosa probablement és una metàfora del sacrifici humà i el culte a la fertilitat. D'acord amb Grove, aquests relleus il·lustren una seqüència d'esdeveniments mítics rellevants per a la cosmogonia de la gent de Chalcatzingo.

## El paper de Chalcatzingo al centre de Mesoamèrica
L'any 1000 ae Chalcatzingo era l'únic jaciment arqueològic conegut fins al moment de l'altiplà central mexicà en el qual s'havia elaborat arquitectura major, tal com construccions de caràcter civil i excel·lents baixos relleus que representen les primeres manifestacions artístiques del seu gènere, dins de l'àrea mesoamericana, així com escultures tallades en pedra. A més, alguns estudis recents han revelat que aquestes particularitats són evidents per la presència de persones alienes a l'àrea i grups olmeques provinents de la costa del golf de Mèxic. Per tant, tots aquests elements donen al lloc connotacions especials.
Tot i que Chalcatzingo és ben conegut per aquests baixos relleus d'estil olmeca i uns altres més que s'han descobert al llarg de diverses temporades, fins al moment l'evidència que recolze la hipòtesi de la presència dels pobles de l'àrea nuclear a les terres altes del centre de Mèxic és pobra. L'ocupació de Chalcatzingo és molt anterior a l'aparició dels gravats olmeques. La identitat d'aquesta regió pot ser apreciada millor si es comparen els indicis d'art monumental amb les moltes figuretes trobades a la regió de Chalcatzingo. Aquestes clarament formen part de la tradició preclàssica del centre de Mèxic, que va florir, entre altres indrets, a Tlatilco, Copilco, Tlapacoya i Cuicuilco. És possible que la estatuària menor de la vall de Morelos represente millor els grups que habitaren la zona al principi del desenvolupament de la civilització mesoamericana.